# Grande école (film)
Grande école è film del 2004 diretto da Robert Salis.

## Trama
Agnès è scioccata nell'apprendere che il fidanzato Paul preferisce vivere con due compagni di stanza piuttosto che con lei. Appena conosce uno dei compagni di stanza, Louis-Arnault, Paul cambia completamente e si scopre attratto da Louis.
Agnès, divenuta tremendamente gelosa, fa una scommessa con Paul: il primo dei due che riuscirà a portarsi a letto Louis-Arnault vince. Paul non sa però come comportarsi in quanto teme che in ogni caso perderà l'amore di Agnès. Nel frattempo Paul incontra Mécir, un giovane operaio arabo che gli mostra che c'è altro nella vita oltre al college.

## Riconoscimenti
- 2004 - International Film Festival Rotterdam
  - Candidatura al Tiger Award